# Acanthothorax
Acanthothorax es un género de coleópteros de la familia Anthribidae.

## Especies
Contiene las siguientes especies:
- Acanthothorax cognatus (Frieser & R. 1997)
- Acanthothorax longicornis Gaede 1832
- Acanthothorax lujai (Jordan 1914)
- Acanthothorax mechowi
- Acanthothorax mniszechi (J. Thomson 1858)
- Acanthothorax rectefasciatus (Frieser & R. 1999)
- Acanthothorax taeniatus (Frieser & R. 1997)